# بان زلان بالا
بان زلان بالا (به کردی: بانزه‌ڵانی بان Banzeĺanî Ban)، روستایی است از توابع بخش گهواره و در شهرستان دالاهو استان کرمانشاه ایران.

## جمعیت
این روستا در دهستان گورانی قرار داشته و بر اساس سرشماری سال ۱۳۸۵ جمعیت آن (۴۲خانوار) ۱۹۲نفر
بوده است.